# Resolution 1041 des UN-Sicherheitsrates
Die Resolution 1041 des Sicherheitsrats der Vereinten Nationen, die am 29. Januar 1996 einstimmig verabschiedet wurde, erinnerte an alle Resolutionen zur Lage in Liberia, insbesondere an die Resolution 1020 (1995), verlängerte das Mandat der Beobachtermission der Vereinten Nationen in Liberia (UNOMIL) bis zum 31. Mai 1996 und erörterte die Bemühungen zur Wiederherstellung der Stabilität in dem Land.
Die Resolution begann damit, dass der Sicherheitsrat seine Besorgnis über die jüngsten Verstöße gegen den Waffenstillstand, Angriffe auf die Beobachtungsgruppe der Wirtschaftsgemeinschaft westafrikanischer Staaten (ECOMOG) und Verzögerungen beim Abzug und der Entwaffnung der Truppen zum Ausdruck brachte. Es wurde betont, dass die Parteien des Abuja-Abkommens sich an dieses halten und es umsetzen müssen, während die afrikanischen Nationen, die Truppen für die ECOMOG bereitgestellt hatten, gelobt wurden.
Alle Parteien im Land wurden aufgefordert, die von ihnen eingegangenen Verpflichtungen einzuhalten, insbesondere in Bezug auf den Waffenstillstand, die Entwaffnung, die Demobilisierung und die Versöhnung. Die jüngsten Angriffe auf ECOMOG und Zivilisten wurden verurteilt, und der Rat forderte die Parteien auf, den Status von UNOMIL, ECOMOG und den internationalen humanitären Organisationen zu respektieren. Der Generalsekretär Boutros Boutros-Ghali wurde gebeten, bis zum 31. März 1996 über die Fortschritte und die Planung der Wahlen im Land zu berichten. Nach Ansicht des Rates mussten die Menschenrechte geachtet und das Justizsystem wiederhergestellt werden, während alle Länder das in der Resolution 788 (1992) gegen Liberia verhängte Waffenembargo strikt einhalten und Verstöße an den in der Resolution 985 (1995) eingesetzten Ausschuss melden mussten.